# Danh sách cầu thủ tham dự Cúp bóng đá châu Phi 2004
Dưới đây là danh sách các đội hình thi đấu tại Cúp bóng đá châu Phi 2004.

## Bảng A

### CHDC Congo
Huấn luyện viên:  Mick Wadsworth
| Số | Vt | Cầu thủ                   | Ngày sinh (tuổi)            | Số trận | Câu lạc bộ             |
| -- | -- | ------------------------- | --------------------------- | ------- | ---------------------- |
| 1  | TM | Paulin Tokala Kombe       | 26 tháng 3, 1977 (26 tuổi)  |         | Primeiro Agosto        |
| 2  | HV | Félix Mwamba Musasa       | 25 tháng 12, 1976 (27 tuổi) |         | Orlando Pirates        |
| 3  | HV | Camille Muzinga           | 6 tháng 12, 1980 (23 tuổi)  |         | Lokeren                |
| 4  | HV | Cyrille Mubiala Kitambala | 7 tháng 7, 1974 (29 tuổi)   |         | Ajax Cape Town         |
| 5  | HV | Jean-Paul Kamudimba       | 16 tháng 3, 1982 (21 tuổi)  |         | Nice                   |
| 6  | TV | Trésor Luntala            | 31 tháng 5, 1982 (21 tuổi)  |         | Grasshoppers           |
| 7  | TĐ | Dieudonné Kalilulika      | 1 tháng 10, 1983 (20 tuổi)  |         | TP Mazembe             |
| 8  | TV | Kangama Ndiwa             | 28 tháng 2, 1984 (19 tuổi)  |         | Bolton Wanderers       |
| 9  | TĐ | Lomana LuaLua             | 28 tháng 12, 1980 (23 tuổi) |         | Newcastle United       |
| 10 | TV | Alain Masudi              | 12 tháng 2, 1978 (25 tuổi)  |         | Sturm Graz             |
| 11 | TĐ | Musasa Kabamba            | 30 tháng 6, 1982 (21 tuổi)  |         | Kaizer Chiefs          |
| 12 | TV | Franck Matingou           | 4 tháng 12, 1979 (24 tuổi)  |         | Bastia                 |
| 13 | TV | Ngoy Bomboko              | 21 tháng 5, 1977 (26 tuổi)  |         | TP Mazembe             |
| 14 | HV | Michel Dinzey Sinda       | 15 tháng 10, 1972 (31 tuổi) |         | Eintracht Braunschweig |
| 15 | HV | Hérita Ilunga             | 25 tháng 2, 1982 (21 tuổi)  |         | Saint-Étienne          |
| 16 | TM | Papy Lukata Shumu         | 23 tháng 4, 1978 (25 tuổi)  |         | Aviação                |
| 17 | TĐ | Merlin Mpiana             | 17 tháng 7, 1982 (21 tuổi)  |         | Oțelul Galați          |
| 18 | TV | Marcel Kimemba Mbayo      | 24 tháng 4, 1978 (25 tuổi)  |         | Gençlerbirliği         |
| 19 | TĐ | Biscotte Mbala Mbuta      | 7 tháng 4, 1985 (18 tuổi)   |         | Motema Pembe           |
| 20 | HV | Bijou Kisombe Mundaba     | 29 tháng 9, 1976 (27 tuổi)  |         | Vita Club              |
| 21 | TV | Olivier Nzuzi Niati Polo  | 16 tháng 9, 1980 (23 tuổi)  |         | SW Bregenz             |
| 22 | TM | Muteba Kidiaba            | 1 tháng 2, 1976 (27 tuổi)   |         | TP Mazembe             |

### Guinée
Huấn luyện viên:  Michel Dussuyer
| Số | Vt | Cầu thủ              | Ngày sinh (tuổi)            | Số trận | Câu lạc bộ     |
| -- | -- | -------------------- | --------------------------- | ------- | -------------- |
| 1  | TM | Mohamed Keita        | 1 tháng 1, 1980 (24 tuổi)   |         | Kaloum         |
| 2  | TV | Pascal Feindouno     | 27 tháng 2, 1981 (22 tuổi)  |         | Bordeaux       |
| 3  | TV | Abdoul Salam Sow     | 13 tháng 8, 1970 (33 tuổi)  |         | Al-Ittihad     |
| 4  | HV | Mamadi Kaba          | 15 tháng 6, 1982 (21 tuổi)  |         | Kaloum         |
| 5  | HV | Bobo Baldé           | 5 tháng 10, 1975 (28 tuổi)  |         | Celtic         |
| 6  | HV | Almamy Schuman Bah   | 24 tháng 8, 1974 (29 tuổi)  |         | Metz           |
| 7  | TĐ | Fodé Mansare         | 3 tháng 9, 1981 (22 tuổi)   |         | Montpellier    |
| 8  | HV | Kanfoury Sylla       | 7 tháng 7, 1980 (23 tuổi)   |         | Charleroi      |
| 9  | TĐ | Sambégou Bangoura    | 3 tháng 4, 1982 (21 tuổi)   |         | Standard Liège |
| 10 | TĐ | Titi Camara          | 17 tháng 11, 1972 (31 tuổi) |         | Al-Siliya      |
| 11 | TĐ | Souleymane Youla     | 29 tháng 11, 1982 (21 tuổi) |         | Gençlerbirliği |
| 12 | HV | Kader Camara         | 18 tháng 3, 1982 (21 tuổi)  |         | Cercle Brugge  |
| 13 | HV | Ibrahima Sory Conte  | 3 tháng 6, 1981 (22 tuổi)   |         | Lokeren        |
| 14 | TV | Ousmane N'Gom Camara | 26 tháng 5, 1975 (28 tuổi)  |         | Cầu thủ tự do  |
| 15 | TV | Sékou Oumar Drame    | 23 tháng 12, 1973 (30 tuổi) |         | Luthianas      |
| 16 | TM | Kémoko Camara        | 4 tháng 5, 1975 (28 tuổi)   |         | Bnei Sakhnin   |
| 17 | HV | Morlaye Soumah       | 4 tháng 11, 1971 (32 tuổi)  |         | Bastia         |
| 18 | TV | Abdoulaye Kapi Sylla | 15 tháng 9, 1982 (21 tuổi)  |         | Tours          |
| 19 | TV | Mangué Camara        | 15 tháng 9, 1982 (21 tuổi)  |         | Kaloum         |
| 20 | TV | Abdoul Karim Sylla   | 10 tháng 1, 1981 (23 tuổi)  |         | Lokeren        |
| 21 | TĐ | Alhassane Keita      | 26 tháng 6, 1983 (20 tuổi)  |         | Zürich         |
| 22 | TM | Abdallah Bah         | 30 tháng 11, 1975 (28 tuổi) |         | Nice           |

### Rwanda
Huấn luyện viên:  Ratomir Dujković
| Số | Vt | Cầu thủ                 | Ngày sinh (tuổi)            | Số trận | Câu lạc bộ            |
| -- | -- | ----------------------- | --------------------------- | ------- | --------------------- |
| 1  | TM | Patrick Mbeu            | 9 tháng 3, 1986 (17 tuổi)   |         | APR                   |
| 2  | TV | Jean-Paul Habyarimana   | 17 tháng 8, 1982 (21 tuổi)  |         | APR                   |
| 3  | HV | Hamad Ndikumana         | 5 tháng 10, 1978 (25 tuổi)  |         | Gent                  |
| 4  | HV | Abdul Sibomana          | 10 tháng 12, 1981 (22 tuổi) |         | APR                   |
| 5  | HV | Léandre Bizagwira       | 9 tháng 6, 1981 (22 tuổi)   |         | Kiyovu Sport          |
| 6  | TV | Frédéric Rusanganwa     | 4 tháng 4, 1980 (23 tuổi)   |         | APR                   |
| 7  | HV | Canisius Bizimana       | 15 tháng 1, 1984 (20 tuổi)  |         | Mukura Victory Sports |
| 8  | TV | Michel Kamanzi          | 22 tháng 9, 1974 (29 tuổi)  |         | SG 06 Betzdorf        |
| 9  | TV | Joao Elias              | 12 tháng 12, 1973 (30 tuổi) |         | Kortrijk              |
| 10 | TĐ | Jimmy Gatete            | 11 tháng 12, 1982 (21 tuổi) |         | APR                   |
| 11 | TĐ | Olivier Karekezi        | 25 tháng 5, 1983 (20 tuổi)  |         | APR                   |
| 12 | TĐ | Henri Munyaneza         | 19 tháng 6, 1984 (19 tuổi)  |         | Eendracht Aalst       |
| 13 | HV | Elias Ntaganda          | 1 tháng 1, 1982 (22 tuổi)   |         | APR                   |
| 14 | TĐ | Saïd Abed Makasi        | 20 tháng 8, 1982 (21 tuổi)  |         | Brussels              |
| 15 | TĐ | Désiré Mbonabucya       | 25 tháng 2, 1977 (26 tuổi)  |         | Sint-Truidense        |
| 16 | TV | Eric Nshimiyimana       | 8 tháng 5, 1972 (31 tuổi)   |         | APR                   |
| 17 | TĐ | Jean Lomani             | 27 tháng 7, 1982 (21 tuổi)  |         | Power Dynamos         |
| 18 | TM | Ramadhani Nkunzingoma   | 2 tháng 9, 1977 (26 tuổi)   |         | APR                   |
| 19 | TV | Karim Kamanzi           | 29 tháng 9, 1979 (24 tuổi)  |         | Visé                  |
| 20 | TV | Jimmy Mulisa            | 3 tháng 4, 1984 (19 tuổi)   |         | APR                   |
| 21 | HV | Jean Rémy Bitana        | 5 tháng 5, 1984 (19 tuổi)   |         | Rayon Sport           |
| 22 | TM | Jean-Claude Ndagijimana | 26 tháng 11, 1984 (19 tuổi) |         | Rayon Sport           |

### Tunisia
Huấn luyện viên:  Roger Lemerre
| Số | Vt | Cầu thủ                | Ngày sinh (tuổi)            | Số trận | Câu lạc bộ          |
| -- | -- | ---------------------- | --------------------------- | ------- | ------------------- |
| 1  | TM | Ali Boumnijel          | 13 tháng 4, 1966 (37 tuổi)  |         | Rouen               |
| 2  | HV | Khaled Badra           | 8 tháng 4, 1973 (30 tuổi)   |         | Espérance           |
| 3  | HV | Karim Haggui           | 20 tháng 1, 1984 (20 tuổi)  |         | Étoile du Sahel     |
| 4  | HV | Alaeddine Yahia        | 26 tháng 9, 1981 (22 tuổi)  |         | Guingamp            |
| 5  | TĐ | Ziad Jaziri            | 12 tháng 7, 1978 (25 tuổi)  |         | Gaziantepspor       |
| 6  | HV | Hatem Trabelsi         | 25 tháng 1, 1977 (26 tuổi)  |         | Ajax                |
| 7  | TĐ | Imed Mhedhebi          | 22 tháng 3, 1976 (27 tuổi)  |         | Étoile du Sahel     |
| 8  | TV | Mehdi Nafti            | 28 tháng 11, 1978 (25 tuổi) |         | Racing de Santander |
| 9  | TĐ | Najeh Braham           | 20 tháng 5, 1977 (26 tuổi)  |         | Eintracht Trier     |
| 10 | TV | Kaies Ghodhbane        | 7 tháng 1, 1976 (28 tuổi)   |         | Diyarbakırspor      |
| 11 | TĐ | Francileudo dos Santos | 20 tháng 3, 1979 (24 tuổi)  |         | Sochaux             |
| 12 | TV | Jawhar Mnari           | 8 tháng 11, 1976 (27 tuổi)  |         | Espérance           |
| 13 | TV | Riadh Bouazizi         | 8 tháng 4, 1973 (30 tuổi)   |         | Gaziantepspor       |
| 14 | TV | Adel Chedli            | 16 tháng 9, 1976 (27 tuổi)  |         | Sochaux             |
| 15 | HV | Radhi Jaïdi            | 30 tháng 8, 1975 (28 tuổi)  |         | Espérance           |
| 16 | TM | Khaled Fadhel          | 29 tháng 9, 1976 (27 tuổi)  |         | Sfaxien             |
| 17 | TĐ | Mohamed Jedidi         | 10 tháng 9, 1978 (25 tuổi)  |         | Étoile du Sahel     |
| 18 | TV | Selim Ben Achour       | 8 tháng 9, 1981 (22 tuổi)   |         | Paris Saint-Germain |
| 19 | HV | Anis Ayari             | 16 tháng 2, 1982 (21 tuổi)  |         | Stade Tunisien      |
| 20 | HV | Jose Clayton           | 21 tháng 3, 1974 (29 tuổi)  |         | Espérance           |
| 21 | HV | Karim Saidi            | 24 tháng 3, 1983 (20 tuổi)  |         | Club Africain       |
| 22 | TM | Khaled Azaiez          | 30 tháng 10, 1976 (27 tuổi) |         | Club Africain       |

## Bảng B

### Burkina Faso
Huấn luyện viên:  Jean-Paul Rabier
| Số | Vt | Cầu thủ                  | Ngày sinh (tuổi)            | Số trận | Câu lạc bộ                    |
| -- | -- | ------------------------ | --------------------------- | ------- | ----------------------------- |
| 1  | TM | Mohamed Kaboré           | 31 tháng 12, 1980 (23 tuổi) |         | Étoile Filante de Ouagadougou |
| 2  | HV | Moussa Ouattara          | 31 tháng 12, 1981 (22 tuổi) |         | Créteil                       |
| 3  | TĐ | Patrick Zoundi           | 19 tháng 7, 1982 (21 tuổi)  |         | Lokeren                       |
| 4  | HV | Jean-Michel Liade Gnonka | 1 tháng 3, 1980 (23 tuổi)   |         | Kouba                         |
| 6  | TV | Rahim Ouédraogo          | 8 tháng 10, 1980 (23 tuổi)  |         | Twente                        |
| 7  | HV | Amadou Coulibaly         | 31 tháng 12, 1984 (19 tuổi) |         | RC Bobo                       |
| 8  | TV | Mahamoudou Kéré          | 1 tháng 2, 1982 (21 tuổi)   |         | Charleroi                     |
| 9  | TĐ | Moumouni Dagano          | 3 tháng 1, 1981 (23 tuổi)   |         | Guingamp                      |
| 10 | TĐ | Abdoulaye Cissé          | 24 tháng 12, 1983 (20 tuổi) |         | Montpellier                   |
| 11 | TĐ | Tanguy Barro             | 13 tháng 9, 1982 (21 tuổi)  |         | Chamois Niortais              |
| 12 | TV | Saïdou Panandétiguiri    | 22 tháng 3, 1984 (19 tuổi)  |         | Bordeaux                      |
| 13 | TV | Bèbè Kambou              | 1 tháng 7, 1982 (21 tuổi)   |         | Louhans-Cuiseaux              |
| 14 | TĐ | Dieudonné Minoungou      | 25 tháng 6, 1981 (22 tuổi)  |         | Tours                         |
| 15 | HV | Ousmane Traoré           | 7 tháng 3, 1977 (26 tuổi)   |         | Lorient                       |
| 16 | TM | Abdoulaye Soulama        | 21 tháng 2, 1984 (19 tuổi)  |         | ASF Bobo                      |
| 17 | TV | Amadou Tidiane Tall      | 22 tháng 6, 1975 (28 tuổi)  |         | Étoile Filante                |
| 18 | TV | Amadou Touré             | 23 tháng 12, 1979 (24 tuổi) |         | Mons                          |
| 19 | HV | Mohamed Ali Diallo       | 5 tháng 5, 1978 (25 tuổi)   |         | ASFA Yennenga                 |
| 20 | TV | Amara Ahmed Ouattara     | 21 tháng 10, 1983 (20 tuổi) |         | RC Kadiogo                    |
| 21 | TĐ | Toussaint Natama         | 31 tháng 10, 1982 (21 tuổi) |         | Westerlo                      |
| 22 | TM | Daouda Compaoré          | 6 tháng 1, 1973 (31 tuổi)   |         | ASFA Yennenga                 |

### Kenya
Huấn luyện viên: Jacob Mulee
| Số | Vt | Cầu thủ                       | Ngày sinh (tuổi)            | Số trận | Câu lạc bộ       |
| -- | -- | ----------------------------- | --------------------------- | ------- | ---------------- |
| 1  | TM | Francis Onyiso Okoth          | 16 tháng 11, 1972 (31 tuổi) |         | Ulinzi Stars     |
| 2  | HV | George Japtheth Waweru Kaduvi | 12 tháng 10, 1978 (25 tuổi) |         | Tisko            |
| 3  | HV | Kassim Issa                   | 21 tháng 12, 1975 (28 tuổi) |         | Mumias Sugar     |
| 4  | HV | Musa Otieno                   | 29 tháng 12, 1973 (30 tuổi) |         | Santos           |
| 5  | TV | Thomas Juma Oundo             | 23 tháng 9, 1976 (27 tuổi)  |         | Friska Viljor    |
| 6  | TV | Anthony Mathenge Gitau        | 23 tháng 10, 1978 (25 tuổi) |         | Thika United     |
| 7  | TV | Titus Mulama                  | 6 tháng 8, 1980 (23 tuổi)   |         | Mathare United   |
| 8  | HV | Adam Shaban Wesa              | 28 tháng 2, 1983 (20 tuổi)  |         | Mathare United   |
| 9  | TĐ | Mike Okoth Origi              | 16 tháng 11, 1967 (36 tuổi) |         | Heusden-Zolder   |
| 10 | TV | John Muiruri                  | 10 tháng 10, 1979 (24 tuổi) |         | Gent             |
| 11 | TĐ | John Wamalwa Baraza           | 3 tháng 6, 1974 (29 tuổi)   |         | IF Sylvia        |
| 12 | TĐ | Maurice Sunguti               | 6 tháng 10, 1977 (26 tuổi)  |         | Friska Viljor    |
| 13 | TM | Willis Ochieng                | 10 tháng 10, 1981 (22 tuổi) |         | Free State Stars |
| 14 | HV | Andrew Oyombe Opiyo           | 24 tháng 2, 1985 (18 tuổi)  |         | Tusker           |
| 15 | HV | Philip Opiyo                  | 27 tháng 2, 1979 (24 tuổi)  |         | Free State Stars |
| 16 | TĐ | James Omondi                  | 30 tháng 12, 1980 (23 tuổi) |         | Thika United     |
| 17 | TV | Robert Mambo Mumba            | 25 tháng 10, 1978 (25 tuổi) |         | Gent             |
| 18 | TĐ | Dennis Oliech                 | 2 tháng 2, 1985 (18 tuổi)   |         | Al-Arabi         |
| 19 | TĐ | Emmanuel Ake                  | 11 tháng 6, 1980 (23 tuổi)  |         | AB               |
| 20 | TV | Walter Odede Amimo            | 11 tháng 11, 1974 (29 tuổi) |         | Mathare United   |
| 21 | HV | Moses Nyandusi Gikenyi        | 19 tháng 11, 1972 (31 tuổi) |         | St Michel United |
| 22 | TM | Duncan Ochieng                | 31 tháng 8, 1978 (25 tuổi)  |         | Mathare United   |

Since participation in CAN 2004, the Kenyan goalkeepers received traditional numbers 1, 13 and 22.

### Mali
Huấn luyện viên:  Henri Stambouli
| Số | Vt | Cầu thủ                  | Ngày sinh (tuổi)            | Số trận | Câu lạc bộ        |
| -- | -- | ------------------------ | --------------------------- | ------- | ----------------- |
| 1  | TM | Mahamadou Sidibè         | 4 tháng 10, 1978 (25 tuổi)  |         | Egaleo            |
| 2  | HV | Souleymane Diamoutene    | 30 tháng 1, 1983 (20 tuổi)  |         | Perugia           |
| 3  | HV | Fousseni Diawara         | 28 tháng 8, 1980 (23 tuổi)  |         | Stade Lavallois   |
| 4  | HV | Adama Coulibaly          | 9 tháng 10, 1980 (23 tuổi)  |         | Lens              |
| 5  | HV | Brahim Thiam             | 24 tháng 2, 1974 (29 tuổi)  |         | Istres            |
| 6  | TV | Mahamadou Diarra         | 18 tháng 5, 1981 (22 tuổi)  |         | Lyon              |
| 7  | TĐ | Mamady Sidibé            | 18 tháng 12, 1979 (24 tuổi) |         | Gillingham        |
| 8  | TV | Bassala Touré            | 21 tháng 2, 1976 (27 tuổi)  |         | Kerkyra           |
| 9  | TĐ | Sedonoude Janvier Abouta | 1 tháng 1, 1981 (23 tuổi)   |         | Djoliba           |
| 10 | TV | Soumaila Coulibaly       | 15 tháng 4, 1978 (25 tuổi)  |         | SC Freiburg       |
| 11 | TV | Djibril Sidibé           | 23 tháng 2, 1982 (21 tuổi)  |         | Châteauroux       |
| 12 | TV | Seydou Keita             | 16 tháng 1, 1980 (24 tuổi)  |         | Lens              |
| 13 | HV | Ibrahima Koné            | 6 tháng 10, 1977 (26 tuổi)  |         | ASC Jeanne d'Arc  |
| 14 | TV | David Coulibaly          | 21 tháng 1, 1978 (26 tuổi)  |         | Châteauroux       |
| 15 | TĐ | Abdoulaye Demba          | 2 tháng 11, 1976 (27 tuổi)  |         | Eendracht Aalst   |
| 16 | TM | Cheick Bathily           | 10 tháng 10, 1982 (21 tuổi) |         | Djoliba           |
| 17 | HV | Sammy Traoré             | 25 tháng 2, 1976 (27 tuổi)  |         | Nice              |
| 18 | TV | Mohamed Sissoko          | 22 tháng 1, 1985 (19 tuổi)  |         | Valencia          |
| 19 | TĐ | Frédéric Kanouté         | 2 tháng 9, 1977 (26 tuổi)   |         | Tottenham Hotspur |
| 20 | TĐ | Dramane Traoré           | 17 tháng 6, 1982 (21 tuổi)  |         | Al-Ismaily        |
| 21 | HV | Mamary Traoré            | 29 tháng 4, 1980 (23 tuổi)  |         | Grenoble          |
| 22 | TM | Fousseiny Tangara        | 12 tháng 6, 1978 (25 tuổi)  |         | Mantes            |

### Sénégal
Huấn luyện viên:  Guy Stéphan
| Số | Vt | Cầu thủ            | Ngày sinh (tuổi)            | Số trận | Câu lạc bộ              |
| -- | -- | ------------------ | --------------------------- | ------- | ----------------------- |
| 1  | TM | Tony Sylva         | 17 tháng 5, 1975 (28 tuổi)  |         | Monaco                  |
| 2  | HV | Omar Daf           | 12 tháng 2, 1977 (26 tuổi)  |         | Sochaux                 |
| 3  | HV | Ibrahima Faye      | 22 tháng 10, 1979 (24 tuổi) |         | Gent                    |
| 4  | HV | Pape Malick Diop   | 29 tháng 12, 1974 (29 tuổi) |         | Lorient                 |
| 5  | HV | Souleymane Diawara | 24 tháng 12, 1978 (25 tuổi) |         | Sochaux                 |
| 6  | TV | Aliou Cissé (c)    | 24 tháng 3, 1976 (27 tuổi)  |         | Birmingham City         |
| 7  | TĐ | Henri Camara       | 10 tháng 5, 1977 (26 tuổi)  |         | Wolverhampton Wanderers |
| 8  | HV | Sylvain N'Diaye    | 25 tháng 6, 1976 (27 tuổi)  |         | Marseille               |
| 9  | TĐ | Diomansy Kamara    | 8 tháng 11, 1980 (23 tuổi)  |         | Modena                  |
| 10 | TV | Lamine Sakho       | 28 tháng 9, 1977 (26 tuổi)  |         | Leeds United            |
| 11 | TĐ | El Hadji Diouf     | 15 tháng 1, 1981 (23 tuổi)  |         | Liverpool               |
| 12 | TĐ | Frédéric Mendy     | 6 tháng 11, 1981 (22 tuổi)  |         | Saint-Étienne           |
| 13 | HV | Lamine Diatta      | 2 tháng 7, 1975 (28 tuổi)   |         | Rennes                  |
| 14 | TĐ | Ousmane N'Doye     | 12 tháng 3, 1978 (25 tuổi)  |         | Toulouse                |
| 15 | TV | Salif Diao         | 10 tháng 2, 1977 (26 tuổi)  |         | Liverpool               |
| 16 | TM | Omar Diallo        | 28 tháng 9, 1972 (31 tuổi)  |         | ASC Diaraf              |
| 17 | HV | Ferdinand Coly     | 9 tháng 10, 1973 (30 tuổi)  |         | Perugia                 |
| 18 | TĐ | Mamadou Niang      | 13 tháng 10, 1979 (24 tuổi) |         | Strasbourg              |
| 19 | TV | Papa Bouba Diop    | 28 tháng 1, 1978 (25 tuổi)  |         | Lens                    |
| 20 | TV | Abdoulaye Faye     | 26 tháng 2, 1978 (25 tuổi)  |         | Lens                    |
| 21 | HV | Habib Beye         | 19 tháng 10, 1977 (26 tuổi) |         | Marseille               |
| 22 | TM | Kalidou Cissokho   | 28 tháng 8, 1978 (25 tuổi)  |         | ASC Jeanne d'Arc        |

## Bảng C

### Algérie
Huấn luyện viên: Rabah Saadane
| Số | Vt | Cầu thủ              | Ngày sinh (tuổi)            | Số trận | Câu lạc bộ\|        |
| -- | -- | -------------------- | --------------------------- | ------- | ------------------- |
| 1  | TM | Hichem Mezaïr        | 16 tháng 10, 1976 (27 tuổi) | 24      | USM Alger           |
| 2  | TV | Abdelnasser Ouadah   | 13 tháng 9, 1975 (28 tuổi)  | 1       | Ajaccio             |
| 3  | HV | Moulay Haddou        | 14 tháng 6, 1975 (28 tuổi)  |         | MC Oran             |
| 4  | HV | Samir Beloufa        | 27 tháng 8, 1979 (24 tuổi)  | 1       | Mouscron            |
| 5  | HV | Salim Aribi          | 16 tháng 12, 1974 (29 tuổi) | 10      | USM Alger           |
| 6  | TV | Yazid Mansouri       | 25 tháng 2, 1978 (25 tuổi)  | 16      | Coventry City       |
| 7  | TĐ | Abdelmalek Cherrad   | 14 tháng 1, 1981 (23 tuổi)  | 7       | Nice                |
| 8  | TV | Nacereddine Kraouche | 27 tháng 8, 1979 (24 tuổi)  | 28      | Gent                |
| 9  | TĐ | Nassim Akrour        | 10 tháng 7, 1974 (29 tuổi)  | 15      | Troyes              |
| 10 | TV | Djamel Belmadi (c)   | 27 tháng 3, 1976 (27 tuổi)  | 13      | Al-Gharafa          |
| 11 | TĐ | Mansour Boutabout    | 20 tháng 9, 1978 (25 tuổi)  | 3       | Guegnon             |
| 12 | TM | Lounès Gaouaoui      | 28 tháng 9, 1977 (26 tuổi)  | 11      | JS Kabylie          |
| 13 | HV | Brahim Zafour        | 30 tháng 11, 1977 (26 tuổi) | 27      | JS Kabylie          |
| 14 | TĐ | Farès Fellahi        | 13 tháng 5, 1975 (28 tuổi)  | 7       | ES Sétif            |
| 15 | TV | Karim Ziani          | 17 tháng 8, 1982 (21 tuổi)  | 4       | Troyes              |
| 16 | TM | Mohamed Benhamou     | 17 tháng 12, 1979 (24 tuổi) | 0       | Paris Saint-Germain |
| 17 | HV | Samir Zaoui          | 6 tháng 6, 1976 (27 tuổi)   | 7       | ASO Chlef           |
| 18 | HV | Slimane Raho         | 21 tháng 10, 1975 (28 tuổi) | 26      | JS Kabylie          |
| 19 | TV | Maamar Mamouni       | 26 tháng 2, 1976 (27 tuổi)  | 20      | La Louvière         |
| 20 | TV | Fodil Hadjadj        | 18 tháng 4, 1983 (20 tuổi)  | 4       | Nantes              |
| 21 | HV | Antar Yahia          | 21 tháng 3, 1982 (21 tuổi)  | 1       | Bastia              |
| 22 | TV | Hocine Achiou        | 27 tháng 4, 1979 (24 tuổi)  | 6       | USM Alger           |

### Cameroon
Huấn luyện viên:  Winfried Schafer
| Số | Vt | Cầu thủ             | Ngày sinh (tuổi)            | Số trận | Câu lạc bộ           |
| -- | -- | ------------------- | --------------------------- | ------- | -------------------- |
| 1  | TM | Carlos Kameni       | 18 tháng 2, 1984 (19 tuổi)  |         | Le Havre             |
| 2  | HV | Joël Perrier-Doumbé | 27 tháng 9, 1978 (25 tuổi)  |         | Auxerre              |
| 3  | HV | Bill Tchato         | 14 tháng 5, 1975 (28 tuổi)  |         | 1. FC Kaiserslautern |
| 4  | HV | Rigobert Song       | 1 tháng 7, 1976 (27 tuổi)   |         | Lens                 |
| 5  | TV | Timothée Atouba     | 17 tháng 2, 1982 (21 tuổi)  |         | Basel                |
| 6  | HV | Pierre Njanka       | 15 tháng 3, 1975 (28 tuổi)  |         | Sedan                |
| 7  | TV | Modeste M'Bami      | 9 tháng 10, 1982 (21 tuổi)  |         | Paris Saint-Germain  |
| 8  | HV | Geremi              | 20 tháng 12, 1978 (25 tuổi) |         | Chelsea              |
| 9  | TĐ | Samuel Eto'o        | 10 tháng 3, 1981 (22 tuổi)  |         | Mallorca             |
| 10 | TĐ | Patrick M'Boma      | 15 tháng 11, 1970 (33 tuổi) |         | Tokyo Verdy          |
| 11 | TĐ | Pius N'Diefi        | 5 tháng 7, 1975 (28 tuổi)   |         | Al Ittihad           |
| 12 | TV | Falemi Ngassam      | 5 tháng 5, 1974 (29 tuổi)   |         | Steaua București     |
| 13 | HV | Lucien Mettomo      | 19 tháng 4, 1977 (26 tuổi)  |         | 1. FC Kaiserslautern |
| 14 | TV | Jean Makoun         | 29 tháng 5, 1983 (20 tuổi)  |         | Lille                |
| 15 | HV | Gustave Bahoken     | 13 tháng 6, 1979 (24 tuổi)  |         | Angers               |
| 16 | TM | Patrick Tignyemb    | 14 tháng 6, 1985 (18 tuổi)  |         | Tonnerre Yaoundé     |
| 17 | TM | Mathurin Kameni     | 4 tháng 2, 1978 (25 tuổi)   |         | Coton Sport          |
| 18 | TĐ | Mohamadou Idrissou  | 8 tháng 3, 1980 (23 tuổi)   |         | Hannover 96          |
| 19 | TV | Eric Djemba-Djemba  | 4 tháng 5, 1981 (22 tuổi)   |         | Manchester United    |
| 20 | TV | Salomon Olembe      | 8 tháng 12, 1980 (23 tuổi)  |         | Leeds United         |
| 21 | TV | Valéry Mezague      | 8 tháng 12, 1983 (20 tuổi)  |         | Montpellier          |
| 22 | TV | Daniel Kome         | 19 tháng 5, 1980 (23 tuổi)  |         | Numancia             |

### Ai Cập
Huấn luyện viên: Mohsen Saleh
| Số | Vt | Cầu thủ              | Ngày sinh (tuổi)            | Số trận | Câu lạc bộ              |
| -- | -- | -------------------- | --------------------------- | ------- | ----------------------- |
| 1  | TM | Nader El-Sayed       | 31 tháng 12, 1972 (31 tuổi) |         | Al-Ittihad Al-Iskandary |
| 2  | HV | Amr Fahim            | 4 tháng 10, 1976 (27 tuổi)  |         | Al-Ismaily              |
| 3  | HV | Wael El-Quabbani     | 2 tháng 9, 1976 (27 tuổi)   |         | El Zamalek              |
| 4  | HV | Emad El-Nahhas       | 15 tháng 2, 1976 (27 tuổi)  |         | Al-Ismaily              |
| 5  | HV | Abdel-Zaher El-Saqua | 30 tháng 1, 1974 (29 tuổi)  |         | Gençlerbirliği          |
| 6  | HV | Wael Gomaa           | 3 tháng 8, 1975 (28 tuổi)   |         | Al-Ahly                 |
| 7  | TV | Ahmed Fathi          | 10 tháng 11, 1984 (19 tuổi) |         | Al-Ismaily              |
| 8  | TV | Tamer Abdel Hamid    | 27 tháng 10, 1975 (28 tuổi) |         | El Zamalek              |
| 9  | TĐ | Mido                 | 23 tháng 2, 1983 (20 tuổi)  |         | Marseille               |
| 10 | TĐ | Ahmed Belal          | 20 tháng 8, 1980 (23 tuổi)  |         | Al-Ahly                 |
| 11 | TV | Tarek El-Said        | 5 tháng 4, 1978 (25 tuổi)   |         | El Zamalek              |
| 12 | TV | Mohamed Barakat      | 20 tháng 11, 1976 (27 tuổi) |         | Al-Arabi Sports Club    |
| 13 | HV | Tarek El-Sayed       | 9 tháng 10, 1978 (25 tuổi)  |         | El Zamalek              |
| 14 | TV | Hazem Emam           | 10 tháng 5, 1975 (28 tuổi)  |         | El Zamalek              |
| 15 | HV | Besheer El-Tabei     | 24 tháng 2, 1976 (27 tuổi)  |         | El Zamalek              |
| 16 | TM | Abdel Wahed Al Sayed | 3 tháng 6, 1977 (26 tuổi)   |         | El Zamalek              |
| 17 | TV | Ahmed Hassan         | 2 tháng 5, 1975 (28 tuổi)   |         | Beşiktaş                |
| 18 | TV | Hossam Ghaly         | 15 tháng 12, 1981 (22 tuổi) |         | Feyenoord               |
| 19 | TĐ | Abdel Haleem Ali     | 24 tháng 10, 1973 (30 tuổi) |         | El Zamalek              |
| 20 | TV | Hadi Khachaba        | 19 tháng 12, 1972 (31 tuổi) |         | Al-Ahly                 |
| 21 | TV | Hany Said            | 22 tháng 4, 1980 (23 tuổi)  |         | Fiorentina              |
| 22 | TM | Essam Mahmoud        | 20 tháng 6, 1977 (26 tuổi)  |         | ENPPI                   |

### Zimbabwe
Huấn luyện viên: Sunday Marimo
| Số | Vt | Cầu thủ            | Ngày sinh (tuổi)            | Số trận | Câu lạc bộ        |
| -- | -- | ------------------ | --------------------------- | ------- | ----------------- |
| 1  | TM | Energy Murambadoro | 27 tháng 6, 1982 (21 tuổi)  |         | CAPS United       |
| 2  | HV | Dumisani Mpofu     | 20 tháng 12, 1973 (30 tuổi) |         | Bush Bucks        |
| 3  | TV | Esrom Nyandoro     | 6 tháng 2, 1980 (23 tuổi)   |         | Amazulu           |
| 4  | HV | Bekhitemba Ndlovu  | 9 tháng 8, 1976 (27 tuổi)   |         | Highlanders       |
| 5  | HV | Dazzy Kapenya      | 22 tháng 4, 1976 (27 tuổi)  |         | Sporting Lions    |
| 6  | HV | Kaitano Tembo      | 22 tháng 7, 1970 (33 tuổi)  |         | SuperSport United |
| 7  | TV | Leo Kurauzvione    | 5 tháng 12, 1981 (22 tuổi)  |         | Dynamos           |
| 8  | TV | Lazarus Muhone     | 31 tháng 8, 1976 (27 tuổi)  |         | Black Rhinos      |
| 9  | TĐ | Agent Sawu         | 24 tháng 10, 1974 (29 tuổi) |         | Dynamos           |
| 10 | TĐ | Wilfred Mugeyi     | 4 tháng 7, 1969 (34 tuổi)   |         | Ajax Cape Town    |
| 11 | TV | Charles Yohane     | 26 tháng 8, 1973 (30 tuổi)  |         | Wits University   |
| 12 | TĐ | Peter Ndlovu       | 25 tháng 2, 1973 (30 tuổi)  |         | Sheffield United  |
| 13 | TĐ | Adam Ndlovu        | 26 tháng 6, 1970 (33 tuổi)  |         | Dynamos           |
| 14 | HV | George Mbwando     | 20 tháng 10, 1975 (28 tuổi) |         | Alemannia Aachen  |
| 15 | TV | Ronald Sibanda     | 29 tháng 8, 1976 (27 tuổi)  |         | Amazulu           |
| 16 | TM | Tapuwa Kapini      | 17 tháng 7, 1984 (19 tuổi)  |         | Highlanders       |
| 17 | HV | Harlington Shereni | 6 tháng 7, 1975 (28 tuổi)   |         | Guingamp          |
| 18 | TV | Alois Bunjira      | 29 tháng 3, 1975 (28 tuổi)  |         | Wits University   |
| 19 | TM | Ephrahim Mazarura  | 24 tháng 11, 1986 (17 tuổi) |         | Black Rhinos      |
| 20 | TV | Tinashe Nengomasha | 2 tháng 9, 1982 (21 tuổi)   |         | Kaizer Chiefs     |
| 21 | TĐ | Joel Lupahla       | 26 tháng 4, 1977 (26 tuổi)  |         | AEP Paphos        |
| 22 | HV | Dickson Choto      | 19 tháng 3, 1981 (22 tuổi)  |         | Legia Warsaw      |

## Bảng D

### Bénin
Huấn luyện viên:  Cecil Jones Attuquayefio
| Số | Vt | Cầu thủ              | Ngày sinh (tuổi)            | Số trận | Câu lạc bộ            |
| -- | -- | -------------------- | --------------------------- | ------- | --------------------- |
| 1  | TM | Rachad Chitou        | 18 tháng 9, 1976 (27 tuổi)  |         | Dragons               |
| 2  | TV | Moussa Latoundji     | 13 tháng 8, 1978 (25 tuổi)  |         | Energie Cottbus       |
| 3  | HV | Adigo Dinalo         | 25 tháng 7, 1972 (31 tuổi)  |         | Schönberg 95          |
| 4  | HV | Samuel Emmanuel Suka | 10 tháng 9, 1983 (20 tuổi)  |         | Liberty Professionals |
| 5  | HV | Damien Chrysostome   | 24 tháng 5, 1982 (21 tuổi)  |         | Padova                |
| 6  | TV | Jonas Okétola        | 27 tháng 8, 1983 (20 tuổi)  |         | Dragons               |
| 7  | TV | Romuald Boco         | 8 tháng 7, 1985 (18 tuổi)   |         | Chamois Niortais      |
| 8  | HV | Tony Toklomety       | 8 tháng 3, 1984 (19 tuổi)   |         | Maccabi Netanya       |
| 9  | TĐ | Laurent Djaffo       | 5 tháng 11, 1970 (33 tuổi)  |         | Cầu thủ tự do         |
| 10 | TĐ | Oumar Tchomogo       | 7 tháng 1, 1978 (26 tuổi)   |         | Guingamp              |
| 11 | TĐ | Mouritala Ogunbiyi   | 10 tháng 10, 1982 (21 tuổi) |         | Enyimba International |
| 12 | HV | Félicien Singbo      | 25 tháng 10, 1980 (23 tuổi) |         | Airdrie United        |
| 13 | HV | Moustapha Agnidé     | 1 tháng 1, 1981 (23 tuổi)   |         | Lorient               |
| 14 | TV | Alain Gaspoz         | 16 tháng 5, 1970 (33 tuổi)  |         | Aarau                 |
| 15 | HV | Anicet Adjamossi     | 15 tháng 3, 1984 (19 tuổi)  |         | Bordeaux              |
| 16 | TM | Maxime Agueh         | 1 tháng 4, 1978 (25 tuổi)   |         | ASOA Valence          |
| 17 | HV | Sylvain Remy         | 15 tháng 11, 1980 (23 tuổi) |         | Clermont              |
| 18 | HV | Seydath Tchomogo     | 13 tháng 8, 1985 (18 tuổi)  |         | Lions Atakora         |
| 19 | TV | Jocelyn Ahouéya      | 19 tháng 12, 1985 (18 tuổi) |         | Mogas 90              |
| 20 | TV | Oladipupo Wassiou    | 17 tháng 12, 1983 (20 tuổi) |         | JS Pobe               |
| 21 | TĐ | Rodrigue Akpakoun    | 16 tháng 12, 1974 (29 tuổi) |         | Cầu thủ tự do         |
| 22 | TĐ | Moussoro Kabirou     | 1 tháng 9, 1983 (20 tuổi)   |         | Pau                   |

### Maroc
Huấn luyện viên: Badou Zaki
| Số | Vt | Cầu thủ            | Ngày sinh (tuổi)            | Số trận | Câu lạc bộ           |
| -- | -- | ------------------ | --------------------------- | ------- | -------------------- |
| 1  | TM | Khalid Fouhami     | 25 tháng 12, 1972 (31 tuổi) |         | Académica de Coimbra |
| 2  | HV | Hoalid Regragui    | 23 tháng 9, 1975 (28 tuổi)  |         | Ajaccio              |
| 3  | HV | Akram Roumani      | 1 tháng 4, 1978 (25 tuổi)   |         | Genk                 |
| 4  | HV | Abdeslam Ouaddou   | 1 tháng 11, 1978 (25 tuổi)  |         | Rennes               |
| 5  | HV | Talal El Karkouri  | 8 tháng 7, 1976 (27 tuổi)   |         | Paris Saint-Germain  |
| 6  | HV | Noureddine Naybet  | 10 tháng 2, 1970 (33 tuổi)  |         | Deportivo La Coruña  |
| 7  | TĐ | Jaouad Zaïri       | 14 tháng 4, 1982 (21 tuổi)  |         | Sochaux              |
| 8  | TV | Abdelkarim Kissi   | 5 tháng 5, 1980 (23 tuổi)   |         | Rubin Kazan          |
| 9  | TĐ | Nabil Baha         | 12 tháng 10, 1982 (21 tuổi) |         | Naval                |
| 10 | TV | Mourad Hdiouad     | 10 tháng 9, 1976 (27 tuổi)  |         | Litex Lovech         |
| 11 | TĐ | Moha               | 12 tháng 9, 1977 (26 tuổi)  |         | Osasuna              |
| 12 | TM | Tarik El Jarmouni  | 30 tháng 12, 1977 (26 tuổi) |         | FAR                  |
| 13 | TV | Houssine Kharja    | 9 tháng 11, 1982 (21 tuổi)  |         | Ternana              |
| 14 | TĐ | Mustapha Bidoudane | 18 tháng 6, 1976 (27 tuổi)  |         | Raja Casablanca      |
| 15 | TV | Youssef Safri      | 13 tháng 1, 1977 (27 tuổi)  |         | Coventry City        |
| 16 | TĐ | Youssef Mokhtari   | 5 tháng 3, 1979 (24 tuổi)   |         | Wacker Burghausen    |
| 17 | TĐ | Marouane Chamakh   | 10 tháng 1, 1984 (20 tuổi)  |         | Bordeaux             |
| 18 | TV | Hassan Alla        | 24 tháng 11, 1980 (23 tuổi) |         | Mouloudia Oujda      |
| 19 | TV | Jamal Alioui       | 2 tháng 6, 1982 (21 tuổi)   |         | Perugia              |
| 20 | TĐ | Youssef Hadji      | 25 tháng 2, 1980 (23 tuổi)  |         | Bastia               |
| 21 | TV | Tariq Chihab       | 22 tháng 11, 1975 (28 tuổi) |         | Zürich               |
| 22 | TM | Nadir Lamyaghri    | 13 tháng 2, 1976 (27 tuổi)  |         | Wydad                |

### Nigeria
Huấn luyện viên: Christian Chukwu
| Số | Vt | Cầu thủ                  | Ngày sinh (tuổi)            | Số trận | Câu lạc bộ              |
| -- | -- | ------------------------ | --------------------------- | ------- | ----------------------- |
| 1  | TM | Vincent Enyeama          | 29 tháng 8, 1982 (21 tuổi)  |         | Enyimba                 |
| 2  | TV | Joseph Yobo              | 6 tháng 9, 1980 (23 tuổi)   |         | Everton                 |
| 3  | HV | Celestine Babayaro       | 29 tháng 8, 1978 (25 tuổi)  |         | Chelsea                 |
| 4  | TĐ | Nwankwo Kanu             | 1 tháng 8, 1976 (27 tuổi)   |         | Arsenal                 |
| 5  | HV | Isaac Okoronkwo          | 1 tháng 5, 1978 (25 tuổi)   |         | Wolverhampton Wanderers |
| 6  | HV | Joseph Enakarhire        | 6 tháng 11, 1982 (21 tuổi)  |         | Standard Liège          |
| 7  | TĐ | John Utaka               | 8 tháng 1, 1982 (22 tuổi)   |         | Lens                    |
| 8  | TĐ | Yakubu                   | 22 tháng 11, 1982 (21 tuổi) |         | Portsmouth              |
| 9  | TĐ | Victor Agali             | 12 tháng 12, 1978 (25 tuổi) |         | Schalke 04              |
| 10 | TV | Jay-Jay Okocha           | 14 tháng 8, 1973 (30 tuổi)  |         | Bolton Wanderers        |
| 11 | TV | Garba Lawal              | 22 tháng 5, 1974 (29 tuổi)  |         | Elfsborg                |
| 12 | TM | Greg Etafia              | 30 tháng 9, 1982 (21 tuổi)  |         | Moroka Swallows         |
| 13 | TĐ | Pius Ikedia              | 11 tháng 1, 1980 (24 tuổi)  |         | Groningen               |
| 14 | TV | Seyi Olofinjana          | 30 tháng 6, 1980 (23 tuổi)  |         | Brann                   |
| 15 | HV | George Abbey             | 20 tháng 10, 1978 (25 tuổi) |         | Macclesfield Town       |
| 16 | HV | Ifeanyi Udeze            | 21 tháng 7, 1980 (23 tuổi)  |         | PAOK                    |
| 17 | TĐ | Julius Aghahowa          | 12 tháng 2, 1982 (21 tuổi)  |         | Shakhtar Donetsk        |
| 18 | HV | Romanus Orjinta          | 12 tháng 8, 1981 (22 tuổi)  |         | Enyimba International   |
| 19 | TV | Prince Ikpe Ekong        | 5 tháng 10, 1978 (25 tuổi)  |         | Reggina                 |
| 20 | TĐ | Peter Odemwingie         | 15 tháng 7, 1981 (22 tuổi)  |         | La Louvière             |
| 21 | TĐ | Emmanuel Ifeanyi Ekwueme | 6 tháng 6, 1982 (21 tuổi)   |         | Wisła Płock             |
| 22 | TM | Austin Ejide             | 8 tháng 4, 1984 (19 tuổi)   |         | Étoile du Sahel         |

### Nam Phi
Huấn luyện viên: April Phumo
| Số | Vt | Cầu thủ            | Ngày sinh (tuổi)            | Số trận | Câu lạc bộ        |
| -- | -- | ------------------ | --------------------------- | ------- | ----------------- |
| 1  | TM | André Arendse      | 27 tháng 6, 1967 (36 tuổi)  |         | Mamelodi Sundowns |
| 2  | HV | Thabang Molefe     | 11 tháng 4, 1979 (24 tuổi)  |         | Le Mans           |
| 3  | HV | Jacob Lekgetho     | 24 tháng 3, 1974 (29 tuổi)  |         | Lokomotiv Moscow  |
| 4  | HV | Aaron Mokoena      | 25 tháng 11, 1980 (23 tuổi) |         | Genk              |
| 5  | HV | Mbulelo Mabizela   | 16 tháng 9, 1980 (23 tuổi)  |         | Tottenham Hotspur |
| 6  | TV | McBeth Sibaya      | 25 tháng 11, 1977 (26 tuổi) |         | Rubin Kazan       |
| 7  | HV | David Kannemeyer   | 8 tháng 7, 1977 (26 tuổi)   |         | Kaizer Chiefs     |
| 8  | TV | Bennett Mnguni     | 18 tháng 3, 1974 (29 tuổi)  |         | Rostov            |
| 9  | TĐ | Nkosinathi Nhleko  | 24 tháng 7, 1979 (24 tuổi)  |         | Dallas Burn       |
| 10 | TV | Stanton Fredericks | 13 tháng 6, 1978 (25 tuổi)  |         | Kaizer Chiefs     |
| 11 | TV | Jabu Pule          | 11 tháng 7, 1980 (23 tuổi)  |         | Kaizer Chiefs     |
| 12 | TV | Teboho Mokoena     | 10 tháng 7, 1974 (29 tuổi)  |         | Jomo Cosmos       |
| 13 | TV | Benson Mhlongo     | 9 tháng 11, 1980 (23 tuổi)  |         | Wits University   |
| 14 | TĐ | Siyabonga Nomvethe | 2 tháng 12, 1977 (26 tuổi)  |         | Udinese           |
| 15 | TV | Sibusiso Zuma      | 23 tháng 6, 1975 (28 tuổi)  |         | Copenhagen        |
| 16 | TM | Emile Baron        | 17 tháng 6, 1979 (24 tuổi)  |         | Lillestrøm        |
| 17 | HV | Neil Winstanley    | 25 tháng 8, 1976 (27 tuổi)  |         | Wits University   |
| 18 | TV | Delron Buckley     | 7 tháng 12, 1977 (26 tuổi)  |         | VfL Bochum        |
| 19 | TV | John Moshoeu       | 18 tháng 12, 1965 (38 tuổi) |         | Kaizer Chiefs     |
| 20 | HV | Tony Coyle         | 29 tháng 10, 1976 (27 tuổi) |         | Rostov            |
| 21 | TĐ | Patrick Mayo       | 15 tháng 5, 1973 (30 tuổi)  |         | Kaizer Chiefs     |
| 22 | TM | Wayne Roberts      | 14 tháng 8, 1977 (26 tuổi)  |         | Wits University   |